# بحيرة دربندخان
بحيرة دربندخان هي بحيرة تقع جنوب شرق مدينة السليمانية في العراق، وتبعد مسافة تبعد 60 كلم. تشكل البحيرة (التي سعتها التخزينية ما يُقارب 3 مليارات وربع المليار متر مربع والروافد المغذية لها) طبيعةً جاذبة للسيّاح ولهذه الغاية تم إنشاء العديد من المرافق السياحية حولها.

## انخفاض منسوب مياه البحيرة

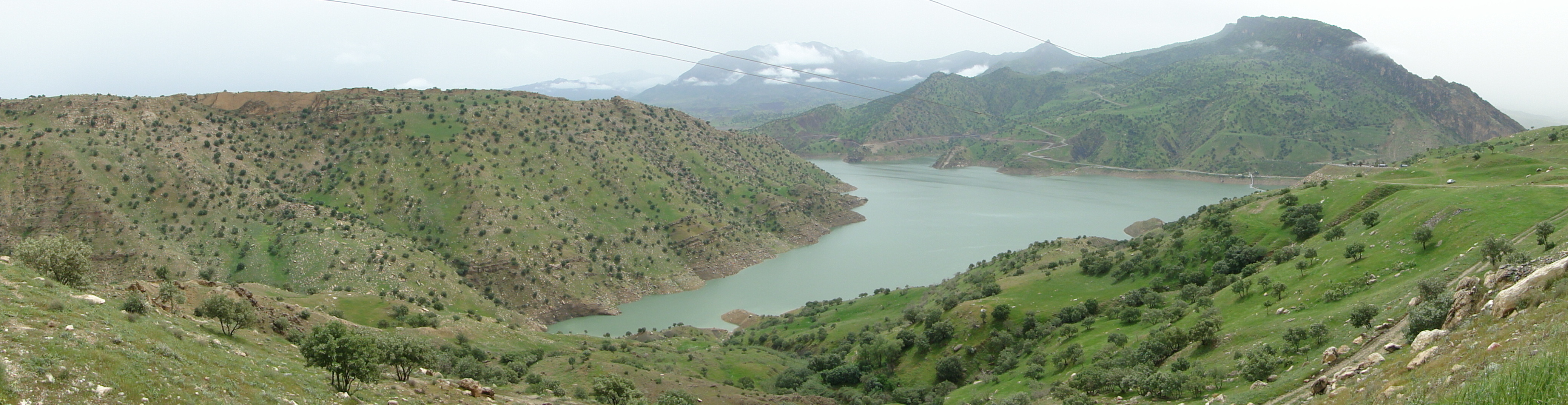
بحيرة دربندخان

تشير التوقعات إلى انخفاض سريع لمنسوب المياه في البحيرة؛ وذلك بسبب بناء إيران عدة جسور على الروافد التي تمده بالمياه قبل وصوله القضاء. فسدُّ دربندخان ترِدُه المياه من إيران بنسبة 70%، من خلال بحر سيروان وروافد أخرى، لكن إيران شيَّدت جسورا على تلك الروافد، مما يهدد بانخفاض منسوب البحيرة، وسط توقعات بحدوث أزمةٍ مائية في السد عامَ 2020.
ففي فصل الربيع تدخل إلى السدِّ 95 مترًا مكعبًا من المياه في الثانية، وهي كمية قليلة بالمقارنة مع منتصف القرن الماضي، فقد انخفض منسوب المياه في البحيرة بنحو 300 متر سيجا. وتشير منظمات مختصة في شؤون البيئة إلى وجود آثارٍ كبيرة على الحياة في تلك المناطق بسبب انخفاض منسوب المياه.